# پلاک ۱۳
پلاک ۱۳ یک مجموعه طنز اجتماعی با مشارکت بیمه مرکزی و صندوق تأمین خسارت‌های بدنی به کارگردانی آرش معیریان و شهاب عباسی و تهیه کنندگی سلیم ثنائی است‌‌. این مجموعه در ۹۰ قسمت ۳۰‌ دقیقه‌ای از ۱۴ آبان ۱۴۰۰ تا ۱۳ فروردین ۱۴۰۱ از شبکه ۳ پخش شد‌.
محور اصلی داستان، زندگی و کنار آمدن شخصیت ها در این عمارت است. آرام آرام شخصیت های جدید وارد این خانه می شوند که هر کدام داستان جالبی را به همراه دارند.

## بازیگران
- محمود جعفری در نقش هوشنگ پایین تپه دوم
- علی صادقی در نقش اشکان کهریزی
- نگار عابدی در نقش مهسا(نجیبه)پاکدامن
- سامان دارابی در نقش شهاب شبلو/مراد شبلو
- سیاوش مفیدی در نقش قدرت آرمسترانگ
- فرزانه سهیلی در نقش فرناز شبلو
- ستاره حسینی در نقش رعنا شبلو/ناهید
- مهران ضیغمی در نقش امیر کشانی
- حسین رفیعی در نقش تیمور کشانی
- شهره سلطانی در نقش مریم شبلو
- امیرحسین صدیق در نقش ساسان تجریشی
- اردلان شجاع کاوه در نقش جلال شبلو/جلیل شبلو
- اشکان اشتیاق در نقش فرزاد غزنوی
- رضا شفیعی جم در نقش نادر پاکدامن
- شهین تسلیمی در نقش آذر شبلو
- پژمان بازغی در نقش سروان محسن ریاحی
- مهران رجبی در نقش حاج آقا نوروزی(حاج آقا)
- بیژن بنفشه‌خواه در نقش ناصر پاکدامن
- رامین ناصرنصیر در نقش سامان تجریشی
- آرش نوذری در نقش بهادر بزچلویی
- نعیمه نظام‌دوست در نقش نرگس بزچلویی
- صفا آقاجانی در نقش پروین(خانم تجریشی)
- سوده ازغندی در نقش سمانه تجریشی
- مجید ترکمان در نقش مجید قرقی
- طیبه میامی در نقش اقدس خانم‌همسایه‌پروین‌خانم
- عزت الله رمضانی فر
- اصغر سمسارزاده در نقش شکرپاش
- فرخنده فرمانی زاده
- مجید شهریاری در نقش عزت
- اصغر حیدری در نقش دوست جلال ، هوشنگ ، عزت
- شراره ارمغانی